# Malaxis gibbsiae
Malaxis gibbsiae là một loài thực vật có hoa trong họ Lan. Loài này được (J.J.Sm.) P.F.Hunt mô tả khoa học đầu tiên năm 1970.